# Status sociale

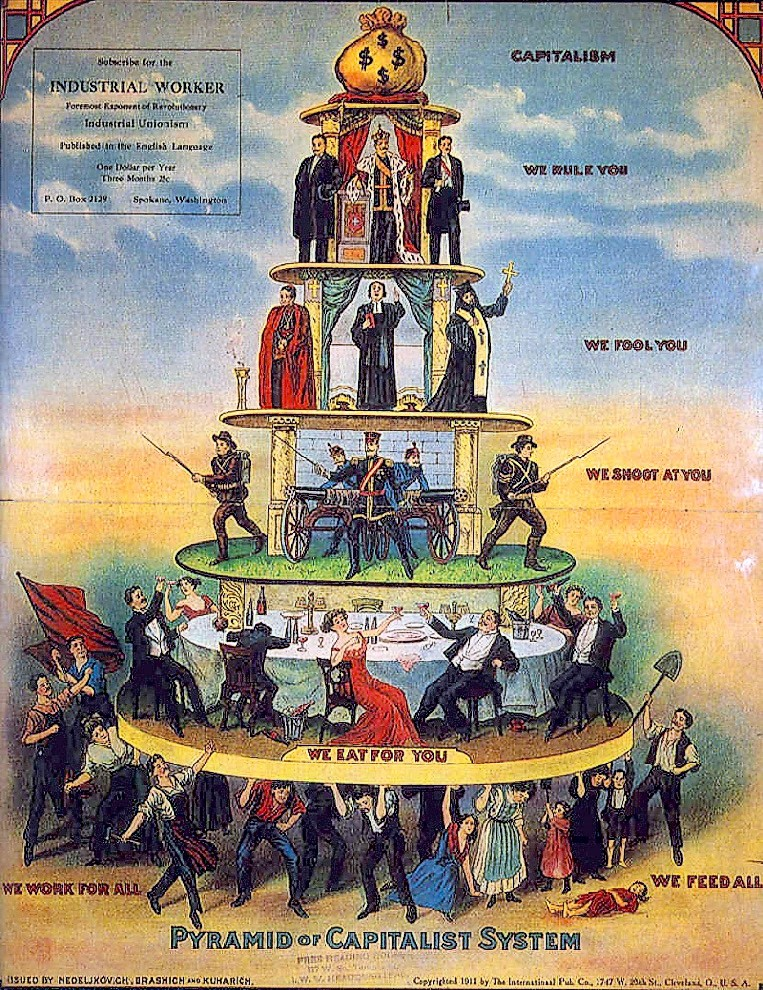
Immagine pubblicata sulla rivista Industrial Worker of the World (1911) rappresenta la stratificazione sociale generata dal sistema capitalistico. Ogni livello della piramide rappresenta uno status diverso.

Lo status sociale (o rango, dal francese rang) identifica la posizione che un individuo occupa, in una prospettiva spazio-temporale, nei confronti di altri soggetti all'interno di una data comunità organizzata.
Lo status è una delle componenti principali della stratificazione sociale, il modo in cui le persone sono collocate gerarchicamente in una società. I membri di un gruppo con status simile interagiscono principalmente all'interno del proprio gruppo e in misura minore con quelli di status superiore o inferiore in un sistema riconosciuto di stratificazione sociale.

## Caratteristiche
Le norme sociali di attribuzione di uno status scaturiscono da opportuni raffronti fra certi gruppi sociali, ragion per cui esse possono essere molto variegate in dipendenza di scale di valori di attribuzione, di periodi storici diversi, di culture differenti: possesso di beni materiali (e.g., auto, vestiti, accessori o/e denaro), posizione lavorativa, cultura, posizioni di potere e così via. Queste inevitabili disuguaglianze (sociali) generano quella che viene chiamata una stratificazione sociale. Si colloca su una "dimensione orizzontale" della stratificazione sociale, quella delle "relazioni tra pari", mentre il potere è indicativo del posizionamento sulla "dimensione verticale".
Lo status si differenzia dal potere in quanto quest'ultimo consiste nel costringere le persone ad agire coattivamente, anche in spregio al libero arbitrio; quando invece a un individuo viene tributato un particolare rispetto, si parla allora di attribuzione di prestigio o di status. Ciascun individuo non possiede mai un solo status, poiché nella sua vita sociale si trova ad occupare più posizioni. La posizione sociale principale che condiziona le altre si definisce status chiave.
Le gerarchie di status dipendono principalmente dal possesso e dall'uso di simboli di status. Questi sono segnali o caratteristiche che le persone in una società concordano per indicare quanto status detiene una persona e come dovrebbe essere trattata. Tali simboli possono includere il possesso di attributi di valore, come essere convenzionalmente belli o avere un titolo prestigioso. Altri status symbol includono la ricchezza e la sua esibizione attraverso un consumo ostentativo. Altri status possono anche essere trasmessi attraverso alcuni comportamenti come il discorso assertivo, la postura e le manifestazioni emotive. Analisti dei social network hanno anche dimostrato che le proprie affiliazioni possono essere anche una fonte di status. Diversi studi documentano che essere popolari o dimostrare di dominare sui coetanei aumenta lo status di una persona. Le analisi delle società private rilevano anche che le organizzazioni possono ottenere uno status dall'avere partner o investitori aziendali prestigiosi.
Poiché lo status è sempre relativo agli altri, ciò significa che una persona può avere anche per un solo giorno uno status alto, uguale ad altri o basso a seconda di chi gli sta intorno. Ad esempio, un medico ha uno status elevato quando interagisce con un paziente, uno status uguale in un incontro con colleghi medici e uno status basso quando incontra il primario di medicina del proprio ospedale. Una persona può anche essere un "pesce grosso in un piccolo stagno" in modo tale da avere uno status più alto di chiunque altro nella sua organizzazione, ma uno status basso o uguale rispetto ai professionisti nel proprio campo.
Gli status attribuiti sono fissati per un individuo alla nascita, mentre lo status raggiunto è determinato dalle ricompense sociali che un individuo acquisisce durante la sua vita come risultato dell'esercizio delle capacità e/o della perseveranza, ad esempio quando raggiunge una posizione importante in un'azienda, quando si laurea o quando vince una gara sportiva importante. Il termine master status è stato utilizzato per descrivere lo status più importante per determinare la posizione di una persona in un dato contesto, come il possesso di una malattia mentale.
Tuttavia, il concetto di master status è controverso. La teoria delle caratteristiche di status sostiene che i membri di un gruppo di lavoro ascolteranno chiunque ritengano possa aiutarli maggiormente a risolvere un problema. Lo status esterno di una persona nella società (ad es. razza o genere) determina l'influenza in piccoli gruppi, ma anche l'abilità di una persona su un determinato compito (ad es. l'abilità meccanica quando un'auto si guasta).

### Incoerenza di status
L'incoerenza di status è una situazione in cui le posizioni sociali di un individuo hanno influenze sia positive che negative sul suo status sociale. Ad esempio, un insegnante può avere un'immagine sociale positiva (rispetto, prestigio) che aumenta il suo status ma può guadagnare poco denaro, il che contemporaneamente diminuisce il suo status. Negli incontri interpersonali incentrati su un compito, le persone combinano inconsciamente queste informazioni per sviluppare impressioni sul proprio rango e su quello degli altri.

### Gruppo di status
Max Weber ha sviluppato l'idea di "status group" che è una traduzione del tedesco Stand (pl. Stände). I gruppi di status sono comunità che si basano su idee di stili di vita e sull'onore che il gruppo di status afferma e viene dato da altri. I gruppi di status esistono nel contesto delle credenze sul relativo prestigio, privilegio e onore. Le persone nei gruppi di status dovrebbero solo impegnarsi con persone di status simile e, in particolare, il matrimonio all'interno o all'esterno del gruppo è scoraggiato. I gruppi di status in alcune società includono professioni, organizzazioni simili a club, etnia, razza e qualsiasi altro gruppo socialmente valutato che organizza l'interazione tra pari.
Il sociologo tedesco ha sostenuto che la stratificazione sociale si basa su tre fattori: proprietà, status e potere. Ha affermato che la stratificazione sociale è il risultato dell'interazione tra ricchezza (classe), status di prestigio e potere. Tale teoria è chiamata teoria a tre componenti della stratificazione, meglio nota come stratificazione weberiana o sistema delle tre classi.

## Negli animali
Le gerarchie dello status sociale sono state documentate in una vasta gamma di animali: scimmie, babbuini, lupi, mucche, tori, galline, pesci e formiche. La selezione naturale produce un comportamento in cerca di status perché gli animali tendono ad avere più figli sopravvissuti quando elevano il loro status nel loro gruppo sociale. Tali comportamenti variano ampiamente perché sono adattamenti a una vasta gamma di nicchie ambientali. Alcuni comportamenti di dominanza sociale tendono ad aumentare le opportunità riproduttive, mentre altri tendono ad aumentare i tassi di sopravvivenza della prole di un individuo. Componenti neurochimici, in particolare la serotonina, inducono comportamenti di dominanza sociale. La gerarchia del dominio sociale emerge dai comportamenti individuali di ricerca della sopravvivenza.

## Tipologie

### Statusascritto
Si parla di status ascritto quando questo è assegnato in base alle proprie caratteristiche naturali, fisiche o psichiche, quali l'età, il sesso, la salute fisica e il genere.

### Statusacquisito
Uno status acquisito è invece una condizione sociale che si acquisisce e si può modificare nel corso della vita attraverso opportunità, capacità e volontà personali, come quando, ad esempio, una persona acquisisce un certo titolo di studio (come ad esempio una laurea) oppure consegue determinati risultati o riesca a ritagliarsi un ruolo importante nel mondo del lavoro.

### Status socio-economico
Lo Status socio-economico (SES) è un indicatore della posizione gerarchica tramite misure oggettive di potere come retribuzione, reddito, livello di istruzione, prestigio lavorativo.

### Status sociale soggettivo
Lo Status sociale-soggettivo (SSS) è un indicatore della percezione soggettiva del ceto sociale attraverso approcci qualitativi e soggettivi.